# Аврелий Валерий Тулиан Симах
Mарк Аврелий Валерий Тулиан Симах Фосфорий (на латински: Marcus Aurelius Valerius Tullianus Symmachus Phosphorius; * ок. 280; † 330) e политик на Римската империя.
Произлиза от фамилията Симахи. Роден е около 280 година. Баща е на Луций Аврелий Авианий Симах и дядо на прочутия оратор Квинт Аврелий Симах.
През 319 г. той е проконсул на Ахая, през 330 г. е консул заедно с Флавий Галицан, който (Acta S. Gallicani) бил военен комендант на Тракия в Пловдив (Filippopoli) по времето на Константин I Велики.